# Rudniańskie Modraszki-Kajasówka
Rudniańskie Modraszki – Kajasówka (kod PLH120077) – specjalny obszar ochrony siedlisk sieci Natura 2000 o powierzchni 424,97 ha
, rozciągający się od wzgórza Kajasówka po północne granice lasu Żakowiec koło Czernichowa w powiecie krakowskim. 
Teren wyznaczony został w celu długotrwałego zabezpieczenia naturalnych siedlisk życia oraz populacji zagrożonych wymarciem gatunków zwierząt (z wyłączeniem ptaków) takich jak:czerwończyk nieparek Lycaena dispar, modraszek nausitous Maculinea (Phengaris) nausithous, modraszek telejus Maculinea (Phengaris) teleius. Obejmuje obszar pól uprawnych, łąk i pastwisk stanowiących ostoję motyli modraszków i skalnika driady.
Na północnym skraju obszaru znajduje się rezerwat przyrody Kajasówka, z kolei sam obszar leży w obrębie Rudniańskiego Parku Krajobrazowego oraz otuliny Bielańsko-Tynieckiego Parku Krajobrazowego.

## Siedliska pod ochroną
- murawy kserotermiczne (Festuco-Brometea i ciepłolubne murawy z Asplenion septentrionalis Festucion pallentis)
- zmiennowilgotne łąki trzęślicowe (Molinion)
- niżowe i górskie świeże łąki użytkowane ekstensywnie (Arrhenatherion elatioris)